# آيكه إيمل
إيك إيمل (بالألمانية: Eike Immel)
لاعب كرة قدم ألماني سابق من مواليد 27 نوفمبر 1960.
لعب مع منتخب ألمانيا لكرة القدم.

## مسيرته الكروية
لعب آيكه إيمل خلال مسيرته الاحترافية مع 3 أندية في تسعة عشر موسمًا ولم يسجل خلالها أي هدف ضمن 576 مباراة. ولم يفز بأي موسم بالكأس وفاز في موسم واحد بالدوري.
خاض آيكه إيمل مسيرته مع نادي بوروسيا دورتموند للفورميلا في موسم 1978–79 ليلعب معه ثمانية مواسم، مشاركًا في 247 مباراة ولم يسجل أي هدف. ثم انتقل إلى نادي شتوتغارت في موسم 1986–87 ليلعب معه تسعة مواسم، حيث شارك في 287 مباراة ولم يسجل أي هدف أيضًا. لينتقل بعدها إلى نادي مانشستر سيتي في موسم 1995–96 ولمدة موسمين، مشاركًا في 42 مباراة ولم يسجل أي هدف أيضًا.

## روابط خارجية
- آيكه إيمل على موقع IMDb (الإنجليزية)
- آيكه إيمل على موقع ميوزك برينز (الإنجليزية)
- آيكه إيمل على موقع ديسكوغز (الإنجليزية)
- آيكه إيمل على موقع الاتحاد الدولي (مؤرشف)  (الإنجليزية)
- آيكه إيمل على موقع قاعدة بيانات كرة القدم.إي يو (الإنجليزية)
- آيكه إيمل على موقع بيانات كرة القدم. دي إي (الألمانية)
- آيكه إيمل على موقع ناشيونال فوتبول تيمز (الإنجليزية)
- آيكه إيمل على موقع Soccerbase.com (لاعب) (الإنجليزية)
- آيكه إيمل على موقع عالم كرة القدم.نت (الإنجليزية)